# میرزا محمدحسین وزیردفتر
میرزا محمد حسین وزیر دفتر آشتیانی پسر بزرگ میرزا هدایت‌الله وزیر دفتر و برادر دکتر محمد مصدق در سال ۱۲۹۶ق به نیابت وزارت دفتر (معاون وزارت دارائی) منصوب گردید.
بعد از وفات پدرش لقب و منصب پدر را ناصرالدین شاه به او داد و به وزیر دفتر معروف شد و تا زمان مظفرالدین شاه و برکناری امین السلطان وزارت مالیه را اداره می‌کرد. میرزا حسین خان از شغل دیوانی و عرفانی بهره‌مند و ملجاء اهالی کشور و مرجع امانی دانشور بود. او در جوانی با دختر قوام‌الدوله آشتیانی ازدواج کرد و صاحب پنج پسر گردید: میرزا جواد خان معاون السلطنه (مالک صحنه کرمانشاه)، میرزا محمود دفتری عین الممالک  (پدر احمد متین دفتری) عزیزالله‌خان عضدالملک، ارفع‌الملک و معتمدالممالک دفتری.